# جولین اوندن

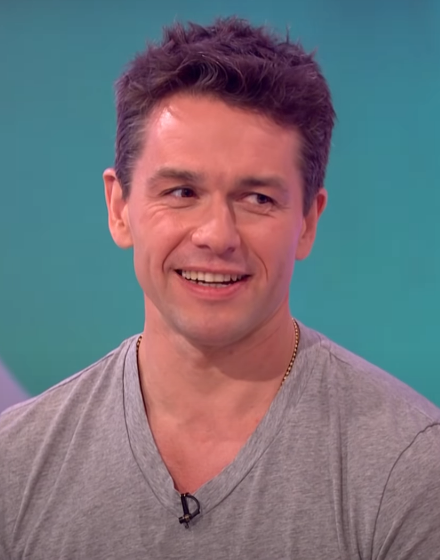
جولین اُوِندن در سال ۲۰۱۶

جولین اُوِندِن (انگلیسی: Julian Ovenden؛ زادهٔ ۲۹ نوامبر ۱۹۷۵) یک خواننده و هنرپیشه تئاتر، سینما و تلویزیون اهل بریتانیا است.
او یکی از سه فرزند پدر روحانی «کنون جان اُوِندن» که پیشتر، یکی از دین‌یارهای ملکه الیزابت دوم بود.

## گزیدهٔ آثار

### سینما
- کلنیا (۲۰۱۵)
- افرادی که در عروسی از آن‌ها متنفریم (۲۰۲۲)

### تلویزیون
- مظنون (۲۰۱۵–۲۰۱۴)
- دانتون ابی (۲۰۱۴–۲۰۱۳)
- افسون‌شده (۲۰۰۶)
- پوآرو (۲۰۰۵)